# Luddfetknopp
Luddfetknopp (Sedum dasyphyllum) är en fetbladsväxtart som beskrevs av Carl von Linné. Luddfetknopp ingår i fetknoppssläktet som ingår i familjen fetbladsväxter. Arten förekommer tillfälligt i Sverige, men reproducerar sig inte. Utöver nominatformen finns också underarten S. d. glanduliferum.
Blommans färg är vit med en dragning åt rosa.

## Bildgalleri

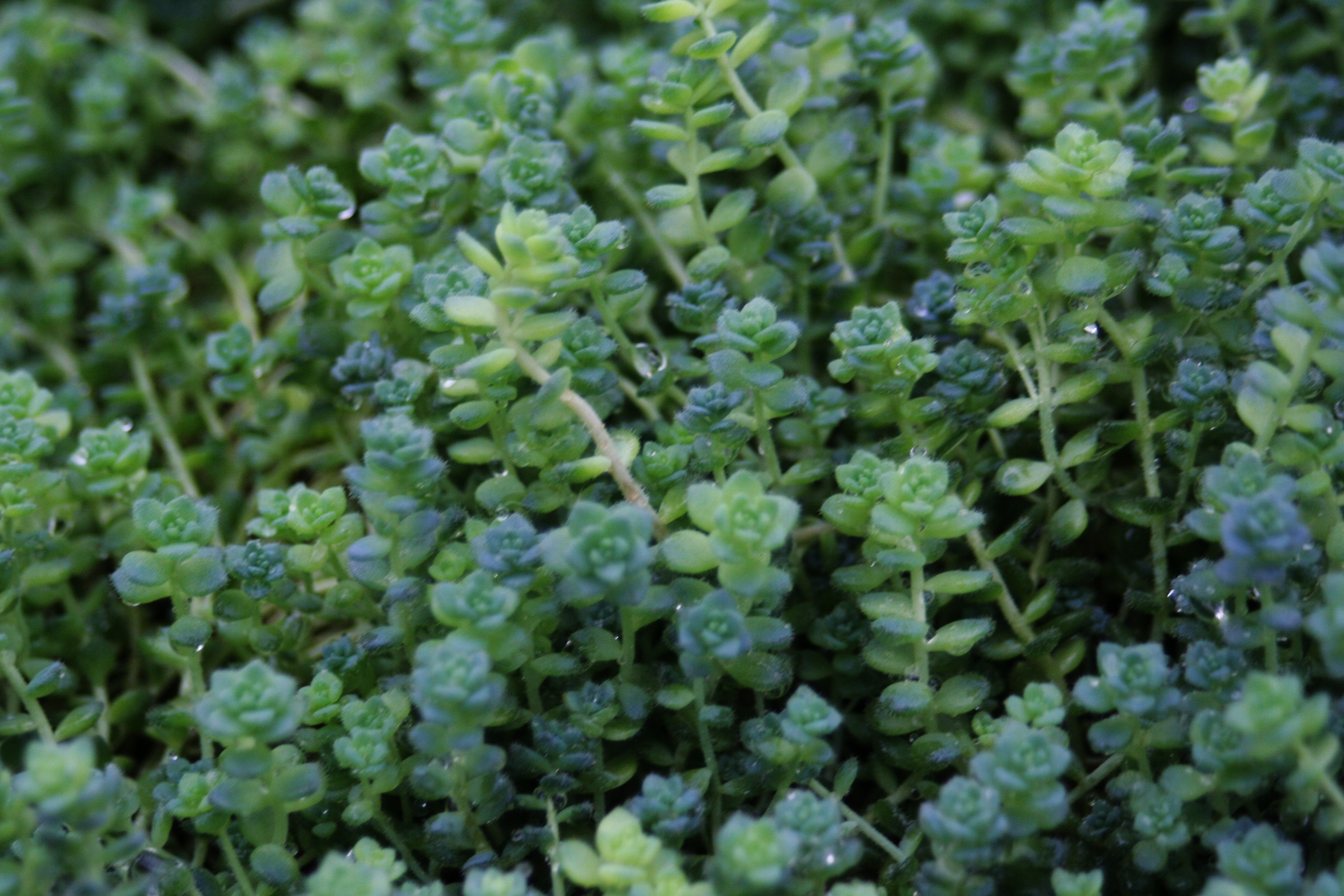